# Кертіс Лемей
Кертіс Емерсон Лемей (англ. Curtis Emerson LeMay; нар. 15 листопада 1906, Колумбус, Огайо — пом. 1 жовтня 1990, Морено-Валлі, Каліфорнія) — генерал ВПС США, під час Другої світової війни планував і проводив масовані бомбардування японських міст, після війни командував ВПС США в Європі, а також курував організацію «повітряного мосту» для постачання блокованого радянськими військами Західного Берліна, з 1947 по 1957 командував Стратегічними силами ВПС США.
У 1968 році був кандидатом на пост віце-президента США від Американської незалежної партії на боці кандидата в президенти Джорджа Уоллеса.